# Saproscincus challengeri
Saproscincus challengeri — вид сцинкоподібних ящірок родини сцинкових (Scincidae). Ендемік Австралії. Вид названий на честь експедиції «Челленджера».

## Поширення і екологія
Saproscincus challengeri мешкають в горах Мак-Ферсон на кордоні південно-східного Квінсленду і північно-східного Нового Південного Уельсу. Вони живуть в сухих і вологих тропічних лісах, серед опалого листя і повалених дерев. Віддають перевагу сонячним галявинам. Зустрічаються на висоті до 500 м над рівнем моря.